# Miriam Davoudvandi

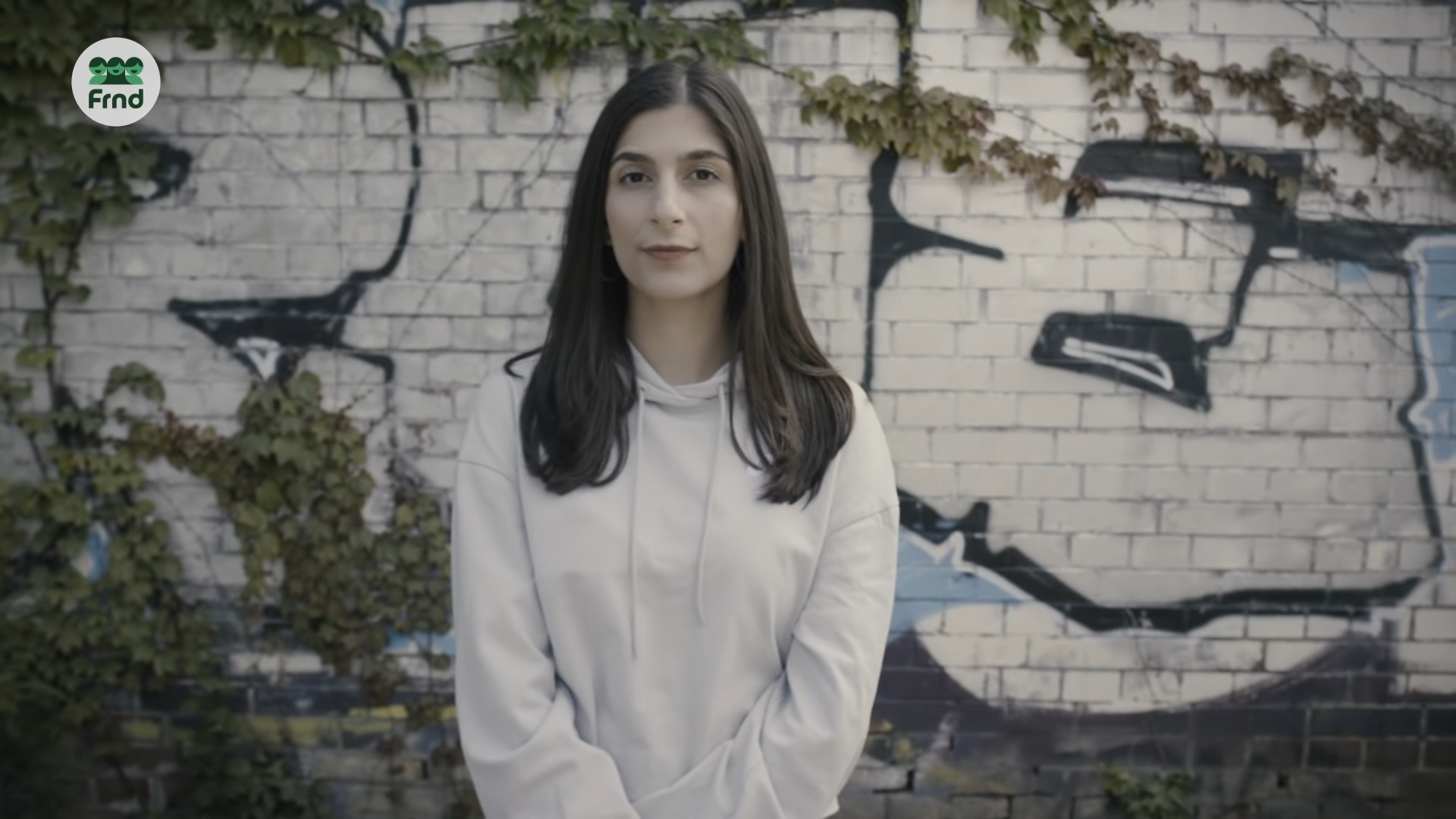
Miriam Davoudvandi (2020)

Miriam Davoudvandi (* 1992 in Bukarest) ist eine deutsche Musikjournalistin, Moderatorin und Podcasterin.

## Leben
Davoudvandi wuchs als Tochter eines iranischen Vaters und einer rumänischen Mutter bis zu ihrem sechsten Lebensjahr in Bukarest auf. Im Alter von sechs Jahren zog sie nach Bad Säckingen, wo sie – nach eigener Aussage – „sehr weit weg von einer Bürgerlichkeit“ aufwuchs. Davoudvandi leidet nach eigenen Angaben seit ihrer Jugend unter Depressionen. Nach ihrem Abitur zog Davoudvandi nach Frankfurt am Main, später studierte sie an der Martin-Luther-Universität Halle-Wittenberg Medien-, Kommunikations- und Politikwissenschaft. Hier begann ihr Interesse für feministische Theorie.
Später war sie als Chefredakteurin des Splash! Mag tätig. Sie war bis zum Ende des Splash! Mags 2019 die einzige weibliche Chefredakteurin eines Hip-Hop-Mediums. Nach dem Ende des Splash! Mags arbeitete Davoudvandi als freie Journalistin, hauptsächlich über die Themen Musik, psychische Gesundheit und Politik. Sie hat Beiträge für den Spiegel, Die Tageszeitung und Das Wetter verfasst und war Gast im Deutschlandfunk sowie im NDR. 
Außerdem war sie als Workshopleiterin und unter dem Pseudonym Cashmiri als DJ tätig. Sie hält Vorträge über Rap und Feminismus. Seit 2020 betreibt Davoudvandi für Cosmo (WDR) den Podcast Danke, gut. Der Podcast über Pop und Psyche, in dem sie mit Personen des öffentlichen Lebens über psychische Gesundheit spricht. Für das Online-Musikmagazin Diffus moderiert sie die Doku-Reihe Untergrund.
Miriam Davoudvandi lebt in Berlin.

## Rezeption
Philipp Bovermann (Süddeutsche Zeitung) sieht in Miriam Davoudvandi eine der wichtigsten Stimmen einer neuen, feministischen und kritischen Öffentlichkeit innerhalb der Rapszene. In ihren Interviews mit Rappern thematisiere sie außerdem die Gefühle dieser, was für Interviews dieser Art ungewöhnlich sei. Davoudvandi versuche, die beiden Welten von Rap und Feminismus zu verbinden und sei als „Botschafterin der Verschwesterung“ unterwegs.

## Schriften
- unlearn mental health. in: Emilia Roig, Alexandra Zykunov, Silvie Horch (Hrsg.): Unlearn Patriarchy 2. Berlin 2024, ISBN 9783550202773, S. 139–168.

## Auszeichnungen
- 2020: International Music Journalism Award (Reeperbahn Festival)[16]
- 2022: Medium Magazin Top 30 bis 30[17]

## Belege
1. 1 2 3  Miriam Davoudvandi: Haftbefehl als Vorbild für Migranten: Weil er unsere Sprache spricht. In: Der Spiegel. 10. Juni 2020, ISSN 2195-1349 (spiegel.de [abgerufen am 26. Januar 2023]).
2. ↑  Minorities In Germany Are Sounding Off Against Racism With #MeTwo Hashtag. Abgerufen am 26. April 2023.
3. ↑  Durch den Monat mit Miriam Davoudvandi (Teil 3): Was ist eigentlich Ihre Identität? 16. Juni 2021, abgerufen am 26. Januar 2023.
4. 1 2 3  Philipp Bovermann: Volle Verstärkung. In: Süddeutsche Zeitung. Abgerufen am 26. Januar 2023.
5. ↑  Durch den Monat mit Miriam Davoudvandi (Teil 2): Weshalb sprechen Sie über psychische Probleme? In: woz.ch. 9. Juni 2021, abgerufen am 26. April 2023.
6. ↑  Moritz Friedenberg: Miriam Davoudvandi – Interview. In: MZEE.com. 28. Januar 2021, abgerufen am 10. November 2024.
7. ↑  Back2Tape: Miriam Davoudvandi aus Berlin im Portrait. In: BACKSPIN WEB #allesbackspin. 28. Februar 2020, abgerufen am 26. Januar 2023 (deutsch).
8. ↑  Miriam Davoudvandi. Abgerufen am 26. Januar 2023.
9. ↑  Miriam Davoudvandi: Rezeption von Rapper Kanye West: Seine Widersprüche. In: Die Tageszeitung. 8. September 2021, ISSN 0931-9085 (taz.de [abgerufen am 26. Januar 2023]).
10. ↑  Das Wetter #23. In: wetter-magazin.com. Abgerufen am 26. Januar 2023.
11. ↑  Depressionen im Ghetto - Haftbefehl mit „Das schwarze Album“. In: deutschlandfunk.de. Abgerufen am 26. Januar 2023.
12. ↑  Miriam Davoudvandi - Wie hilft die Musik? In: ndr.de. Abgerufen am 26. Januar 2023.
13. ↑  „Ich bin kein Dienstleistungs-DJ“: Miriam Davoudvandi alias Cashmiri im Interview. In: Badische Zeitung. 6. Juni 2018, abgerufen am 26. Januar 2023.
14. ↑  COSMO Danke, gut. Der Podcast über Pop und Psyche. In: ardaudiothek.de. Abgerufen am 26. Januar 2023.
15. ↑  Untergrund. In: Diffus. Abgerufen am 26. Januar 2023.
16. ↑  Winners 2020 | International Music Journalism Award. Abgerufen am 26. Januar 2023 (englisch).
17. ↑  Die Top-Talente des Jahres 2022 im deutschen Journalismus. Abgerufen am 26. Januar 2023.

| Personendaten    | Personendaten                                           |
| ---------------- | ------------------------------------------------------- |
| NAME             | Davoudvandi, Miriam                                     |
| KURZBESCHREIBUNG | deutsche Musikjournalistin, Moderatorin und Podcasterin |
| GEBURTSDATUM     | 1992                                                    |
| GEBURTSORT       | Bukarest                                                |